# Hell in a Cell (2012)
Cet article concerne l'édition 2012 du pay-per-view Hell in a Cell. Pour toutes les autres éditions, voir WWE Hell in a Cell.
L’édition 2012 de Hell in a Cell est une manifestation de catch professionnel télédiffusée et visible uniquement en paiement à la séance. L'événement, produit par la WWE, a eu lieu le 28 octobre 2012 dans la salle omnisports Philips Arena à Atlanta, dans l'État de Géorgie,. Il s'agit de la quatrième édition de Hell in a Cell, pay-per-view annuel qui, comme son nom l'indique, propose des Hell in a Cell match pour les rencontres à enjeux. L'ancien champion de la WWE CM Punk est la vedette de l'affiche officielle (promotionnelle).
Plusieurs matchs, mettant en jeu les titres de la fédération, seront programmés. Chacun d'entre eux est déterminé par des storylines rédigées par les scénaristes de la WWE ; soit par des rivalités survenues avant le pay-per-view, soit par des matchs de qualification en cas de rencontre pour un championnat.

## Contexte
Les spectacles de la WWE en paiement à la séance sont constitués de matchs aux résultats prédéterminés par les scénaristes de la fédération. Ces rencontres sont justifiées par des storylines — une rivalité avec un catcheur, la plupart du temps — ou par des qualifications survenues dans les émissions de la WWE telles que Raw, SmackDown et Main Event. Tous les catcheurs possèdent un gimmick, c'est-à-dire qu'ils incarnent un personnage gentil ou méchant, qui évolue au fil des rencontres. Un pay-per-view comme Hell in a Cell est donc un événement tournant pour les différentes storylines en cours.

### Pré-show
Le pré-show du pay-per-view consiste en une interview de John Cena par Michael Cole, afin de répondre à des questions posées par le WWE Universe (fans de la WWE) sur Twitter et par Tout à propos d'un scandale impliquant l'ex-General Manager de Raw AJ Lee. Le 22 octobre, cette dernière est confrontée au conseil d'administration de la WWE afin de rendre compte des allégations qui pèsent sur elle concernant un dîner qu'elle a eu avec John Cena. AJ Lee a été dénoncée par Vickie Guerrero, ce qui causa sa démission du poste de General Manager et remplacée par cette dernière Vickie. Cena et AJ nient toute collaboration entre eux deux, clamant que leur rencontre n'était qu'un « dîner d'affaires ».

### Rivalité entre Sheamus et Big Show pour le World Heavyhweight Championship
Lors du Raw du 24 septembre, Big Show, absent depuis plusieurs semaines, intervient dans le match entre Brodus Clay et Tensai et parvient à prendre le dessus sur les deux hommes. Lors du SmackDown suivant, Show revient et réclame un match de championnat. Le General Manager de SmackDown Booker T annonce alors que l'adversaire de Sheamus, détenteur du World Heavyweight Championship à Hell in a Cell se décidera dans un match simple entre Big Show et Randy Orton ; c'est Big Show qui l'emporte, notamment grâce à une intervention d'Alberto Del Rio. Big Show est donc en lice pour remporter un titre qu'il a perdu en 45 secondes en décembre dernier. Lors du Raw du 1er octobre, le Great White et le World's Largest Athlete se font face dans un débat, répondant à des questions posées sur Twitter et par Tout, à propos de sujets tels que la probabilité que l'un d'eux sorte champion de Hell in a Cell, ou encore la meilleure prise de finition entre le WMD de Show et le Brogue Kick de Sheamus. Le débat prend fin sur une légère confrontation physique entre les deux hommes, et Big Show quitte ensuite le ring.
C'est la toute première fois que les deux hommes se rencontrent en match simple. Lors du SmackDown suivant, Big Show annonce qu'il « est le seul à pouvoir battre Sheamus dans le roster », répondant à ce dernier qui clame avoir battu successivement depuis sa victoire à WrestleMania (en 18 secondes) Daniel Bryan, Dolph Ziggler et Alberto Del Rio (3 fois), ayant même remporté un Fatal 4-Way match comprenant notamment le même Alberto Del Rio, ainsi que Randy Orton et Chris Jericho.
Mr. Money in the Bank Dolph Ziggler a également assuré dans les semaines suivantes qu'il utiliserait sa mallette contre le vainqueur du match, quel qu'il soit, afin de devenir le nouveau World Heavyweight Champion.

### Rivalité entreTeam Hell No&Team Rhodes Scholarspour le WWE Tag Team Championship

#### Tournoi de qualification
Depuis Night of Champions, l'équipe formée par Kane et Daniel Bryan (Team Hell No) détient le WWE Tag Team Championship. La WWE annonce par la suite qu'un tournoi se déroulera dans les semaines qui suivent afin de déterminer les prétendants au titre. 
La finale oppose Team Rhodes Scholars, formée de Cody Rhodes et de Damien Sandow à l'équipe de Rey Mysterio et de Sin Cara. C'est Team Rhodes Scholars qui s'impose, après plus de 10 minutes de confrontation. Vainqueurs du tournoi, ils affronteront donc Team Hell No à Hell in a Cell dans un match par équipe ayant pour enjeu le WWE Tag Team Championship.
Lors du SmackDown du 21 septembre, Team Rhodes Scholars essayent d'attaquer Team Hell No, sans succès, recevant des coups de chaises de Daniel Bryan et Kane. Lors du Raw du 22 octobre, Cody Rhodes et Damien Sandow agressent cette fois les deux membres de Team Hell No, après leurs défaites dans la soirée face à Dolph Ziggler (Daniel Bryan) et à Big Show (Kane).
La semaine suivante à SmackDown le 26 octobre, il est décidé que les deux membres des deux équipes se feront face dans des matches simples : Kane contre Cody Rhodes et Daniel Bryan contre Damien Sandow. Kane remporte son match, ayant porté son Chokeslam sur Cody Rhodes, mais son partenaire Daniel Bryan perd plus tard dans la soirée face à Damien Sandow, à la suite d'une distraction de Cody Rhodes (assis à la table des commentateurs), ce dont Sandow tira profit pour porter sa prise de finition à Bryan.
|  | Quarts de finale                                      | Quarts de finale                                      | Quarts de finale              | Quarts de finale              |                        |                        | Demi-finales        | Demi-finales        | Demi-finales        | Demi-finales        |  |  | Finale               | Finale               | Finale               | Finale               |
|  |                                                       |                                                       |                               |                               |                        |                        |                     |                     |                     |                     |  |  |                      |                      |                      |                      |
|  | SmackDown, 28 septembre 2012                          | SmackDown, 28 septembre 2012                          | SmackDown, 28 septembre 2012  | SmackDown, 28 septembre 2012  |                        |                        | Raw, 8 octobre 2012 | Raw, 8 octobre 2012 | Raw, 8 octobre 2012 | Raw, 8 octobre 2012 |  |  | Raw, 22 octobre 2012 | Raw, 22 octobre 2012 | Raw, 22 octobre 2012 | Raw, 22 octobre 2012 |
|  | SmackDown, 28 septembre 2012                          | SmackDown, 28 septembre 2012                          | SmackDown, 28 septembre 2012  | SmackDown, 28 septembre 2012  |                        |                        | Raw, 8 octobre 2012 | Raw, 8 octobre 2012 | Raw, 8 octobre 2012 | Raw, 8 octobre 2012 |  |  | Raw, 22 octobre 2012 | Raw, 22 octobre 2012 | Raw, 22 octobre 2012 | Raw, 22 octobre 2012 |
|  | The Usos (Jimmy et Jey Uso)                           | The Usos (Jimmy et Jey Uso)                           | 1:54                          | 1:54                          |                        |                        | Raw, 8 octobre 2012 | Raw, 8 octobre 2012 | Raw, 8 octobre 2012 | Raw, 8 octobre 2012 |  |  | Raw, 22 octobre 2012 | Raw, 22 octobre 2012 | Raw, 22 octobre 2012 | Raw, 22 octobre 2012 |
|  | The Usos (Jimmy et Jey Uso)                           | The Usos (Jimmy et Jey Uso)                           | 1:54                          | 1:54                          |                        |                        | Raw, 8 octobre 2012 | Raw, 8 octobre 2012 | Raw, 8 octobre 2012 | Raw, 8 octobre 2012 |  |  | Raw, 22 octobre 2012 | Raw, 22 octobre 2012 | Raw, 22 octobre 2012 | Raw, 22 octobre 2012 |
|  | Team Rhodes Scholars (Cody Rhodes et Damien Sandow)   | Team Rhodes Scholars (Cody Rhodes et Damien Sandow)   | Tombé                         | Tombé                         |                        |                        | Raw, 8 octobre 2012 | Raw, 8 octobre 2012 | Raw, 8 octobre 2012 | Raw, 8 octobre 2012 |  |  | Raw, 22 octobre 2012 | Raw, 22 octobre 2012 | Raw, 22 octobre 2012 | Raw, 22 octobre 2012 |
|  | Team Rhodes Scholars (Cody Rhodes et Damien Sandow)   | Team Rhodes Scholars (Cody Rhodes et Damien Sandow)   | Tombé                         | Tombé                         | Team Rhodes Scholars   | Team Rhodes Scholars   | Tombé               | Tombé               |                     |                     |  |  | Raw, 22 octobre 2012 | Raw, 22 octobre 2012 | Raw, 22 octobre 2012 | Raw, 22 octobre 2012 |
|  | Main Event, 3 octobre 2012                            |                                                       |                               |                               | Team Rhodes Scholars   | Team Rhodes Scholars   | Tombé               | Tombé               |                     |                     |  |  | Raw, 22 octobre 2012 | Raw, 22 octobre 2012 | Raw, 22 octobre 2012 | Raw, 22 octobre 2012 |
|  |                                                       |                                                       | Santino Marella et Zack Ryder | Santino Marella et Zack Ryder | 3:00                   | 3:00                   |                     |                     |                     |                     |  |  | Raw, 22 octobre 2012 | Raw, 22 octobre 2012 | Raw, 22 octobre 2012 | Raw, 22 octobre 2012 |
|  | Santino Marella et Zack Ryder                         | Santino Marella et Zack Ryder                         | Santino Marella et Zack Ryder | Santino Marella et Zack Ryder | 3:00                   | 3:00                   | Tombé               | Tombé               |                     |                     |  |  | Raw, 22 octobre 2012 | Raw, 22 octobre 2012 | Raw, 22 octobre 2012 | Raw, 22 octobre 2012 |
|  | Santino Marella et Zack Ryder                         | Santino Marella et Zack Ryder                         | Raw, 8 octobre 2012           |                               |                        |                        | Tombé               | Tombé               |                     |                     |  |  | Raw, 22 octobre 2012 | Raw, 22 octobre 2012 | Raw, 22 octobre 2012 | Raw, 22 octobre 2012 |
|  | Justin Gabriel et Tyson Kidd                          | Justin Gabriel et Tyson Kidd                          | 5:20                          | 5:20                          |                        |                        |                     |                     |                     |                     |  |  | Raw, 22 octobre 2012 | Raw, 22 octobre 2012 | Raw, 22 octobre 2012 | Raw, 22 octobre 2012 |
|  | Justin Gabriel et Tyson Kidd                          | Justin Gabriel et Tyson Kidd                          | 5:20                          | 5:20                          | Team Rhodes Scholars   | Team Rhodes Scholars   | Tombé               | Tombé               |                     |                     |  |  |                      |                      |                      |                      |
|  | SmackDown, 5 octobre 2012                             |                                                       |                               |                               | Team Rhodes Scholars   | Team Rhodes Scholars   | Tombé               | Tombé               |                     |                     |  |  |                      |                      |                      |                      |
|  |                                                       |                                                       | Rey Mysterio et Sin Cara      | Rey Mysterio et Sin Cara      | 14:06                  | 14:06                  |                     |                     |                     |                     |  |  |                      |                      |                      |                      |
|  | Kofi Kingston et R-Truth                              | Kofi Kingston et R-Truth                              | Rey Mysterio et Sin Cara      | Rey Mysterio et Sin Cara      | 14:06                  | 14:06                  | 7:13                | 7:13                |                     |                     |  |  |                      |                      |                      |                      |
|  | Kofi Kingston et R-Truth                              | Kofi Kingston et R-Truth                              |                               |                               |                        |                        |                     |                     |                     |                     |  |  |                      |                      |                      |                      |
|  | The Prime Time Players (Darren Young et Titus O'Neil) | The Prime Time Players (Darren Young et Titus O'Neil) | Tombé                         | Tombé                         |                        |                        |                     |                     |                     |                     |  |  |                      |                      |                      |                      |
|  | The Prime Time Players (Darren Young et Titus O'Neil) | The Prime Time Players (Darren Young et Titus O'Neil) | Tombé                         | Tombé                         | The Prime Time Players | The Prime Time Players | 7:47                | 7:47                |                     |                     |  |  |                      |                      |                      |                      |
|  | Raw, 1er octobre 2012                                 |                                                       |                               |                               | The Prime Time Players | The Prime Time Players | 7:47                | 7:47                |                     |                     |  |  |                      |                      |                      |                      |
|  |                                                       |                                                       | Rey Mysterio et Sin Cara      | Rey Mysterio et Sin Cara      | Tombé                  | Tombé                  |                     |                     |                     |                     |  |  |                      |                      |                      |                      |
|  | Epico et Primo                                        | Epico et Primo                                        | Rey Mysterio et Sin Cara      | Rey Mysterio et Sin Cara      | Tombé                  | Tombé                  | 5:28                | 5:28                |                     |                     |  |  |                      |                      |                      |                      |
|  | Epico et Primo                                        | Epico et Primo                                        |                               |                               |                        |                        |                     | 5:28                |                     |                     |  |  |                      |                      |                      |                      |
|  | Rey Mysterio et Sin Cara                              | Rey Mysterio et Sin Cara                              | Tombé                         | Tombé                         |                        |                        |                     |                     |                     |                     |  |  |                      |                      |                      |                      |
|  | Rey Mysterio et Sin Cara                              | Rey Mysterio et Sin Cara                              | Tombé                         | Tombé                         |                        |                        |                     |                     |                     |                     |  |  |                      |                      |                      |                      |
|  |                                                       |                                                       |                               |                               |                        |                        |                     |                     |                     |                     |  |  |                      |                      |                      |                      |

### Rivalité entre Randy Orton et Alberto Del Rio
Lors du SmackDown du 28 septembre, Alberto Del Rio attaque Randy Orton, qui se préparait pour un match afin de déterminer le challenger no 1 au World Heavyweight Championship de Sheamus. Il permet donc à Big Show de remporter le match, Orton étant affaibli par l'assaut précédent la confrontation. Après la fin de la diffusion du show, Alberto Del Rio rapplique en attaquant encore une fois Orton, étendu sur le ring après avoir reçu le WMD du Big Show. La semaine suivante, Alberto se met à insulter Randy Orton et à parodier ses actions et ses mouvements sur le ring. Cela provoque la colère du Apex Predator, qui attaque par surprise Alberto Del Rio, et porte un RKO à son annonceur, après que ce dernier ait fui le ring. L'antagonisme et l'animosité entre les deux hommes grandit au fil des semaines. La dernière confrontation entre Orton et Del Rio remonte au SmackDown du 24 août, match qu'a remporté Del Rio après avoir fait abandonner Orton avec son Cross Armbreaker.

### Rivalité entre CM Punk & Ryback pour le WWE Championship
Lors du Raw du 8 octobre, CM Punk gifle le Chairman de la WWE, Vince McMahon, alors que ce dernier veut dresser un état des lieux de la fédération. McMahon défie alors le champion de la WWE. Le match devient un Street Fight, et au moment où CM Punk veut porter son GTS sur le Chairman de la WWE, Ryback intervient et fait fuir CM Punk. Le Chairman de la WWE annonce que le champion défendra son titre face à Ryback ou John Cena, selon son choix. Mais s'il ne choisit pas, c'est McMahon qui décidera. Le 15 octobre à Raw, la décision de CM Punk n'est toujours pas prise. Ainsi, Vince McMahon organise une signature de contrat pour le match, finalement signée par Ryback, à cause du retrait de John Cena. Ryback devient donc le challenger no 1 au WWE Championship de CM Punk. Après que John Cena et M.. McMahon quittent le ring, Ryback porte son Shell Shocked au champion de la WWE.
Au fil des jours séparant les deux hommes de leur confrontation dans la cage, Ryback conserve et continue sa série d'invincibilité, battant notamment Dolph Ziggler et David Otunga puis Primo & Epico dans des matchs handicap, ainsi que The Miz et Tensai en match simple. Ryback bat également une nouvelle fois Dolph Ziggler lors de Main Event le 24 octobre.
La question subsiste de savoir qui, entre la série d'invincibilité de Ryback et le règne de 343 jours de CM Punk, prévaudra.

### Rivalité entre Kofi Kingston contre The Miz pour le Intercontinental Championship
The Miz perd son Intercontinental Championship face à Kofi Kingston le 17 octobre à Main Event. La rivalité avait déjà débuté deux jours auparavant à Raw quand Kingston interrompt la Miz TV, ce qui pousse The Miz à insulter le catcheur ghanéen. Un match aura lieu entre les deux hommes la même soirée, confrontation que remportera Kofi Kingston après avoir porté son Trouble in Paradise à The Miz, lui causant une blessure au front.
The Miz annonce lors du SmackDown du 19 octobre dans sa Miz TV qu'il utiliserait son rematch à Hell in a Cell afin d'essayer de remporter à nouveau l'Intercontinental Championship.

### Rivalité entre Eve Torres, Layla et Kaitlyn pour le Divas Championship
Le 16 septembre à Night of Champions, Eve remporte le Divas Championship face à Layla. Le match n'était en fait pas prévu mais a uniquement été programmé après l'embuscade dont Kaitlyn a été victime par une personne masquée, la blessant à la jambe et lui interdisant de combattre face à Layla. Kaitlyn incrimine Eve de l'avoir attaquée, ou d'avoir chargé Aksana de le faire. La championne des Divas réfute toute accusation mais Theodore Long, le General Manager adjoint de SmackDown, découvre néanmoins des messages compromettants sur l'iPad de Eve et en informe Kaitlyn.
Lors du SmackDown du 19 octobre, cette dernière photographie les messages et le 22 octobre à Raw, elle les montre à la championne des Divas qui la gifle, causant une rixe entre les trois femmes en backstage (Layla les rejoindra). Kaitlyn et Layla se plaignent auprès du General Manager Booker T qui programme un Triple Threat match pour Hell in a Cell, à cause du fait que Kaitlyn ait été dans l'impossibilité de disputer son match à Night of Champions et que Layla ait utilisé son rematch pour le titre.
Booker T programme ensuite un match par équipe, opposant Layla et Kaitlyn à Eve et Aksana. Ces dernières remportent le match, après que Layla a accidentellement frappé Kaitlyn, qui tenait Eve, provoquant la naissance de tensions entre les deux femmes.

## Tableau des matches
| #                                                                     | Match | Stipulation                                          | Durée |
| --------------------------------------------------------------------- | --- | ---------------------------------------------------- | ----- |
| 1                                                                     | Randy Orton bat Alberto Del Rio (avec Ricardo Rodriguez)                                                                 | Match simple                                         | 13:40 |
| 2                                                                     | Team Rhodes Scholars (Cody Rhodes et Damien Sandow) battent Team Hell No (c) (Daniel Bryan et Kane) par disqualification | Match par équipes pour le WWE Tag Team Championship  | 11:11 |
| 3                                                                     | Kofi Kingston (c) bat The Miz                                                                                            | Match simple pour l'Intercontinental Championship    | 10:21 |
| 4                                                                     | Antonio Cesaro (c) bat Justin Gabriel                                                                                    | Match simple pour le United States Championship      | 7:22  |
| 5                                                                     | Rey Mysterio et Sin Cara battent The Prime Time Players (Darren Young et Titus O'Neil)                                   | Match par équipes                                    | 12:27 |
| 6                                                                     | Big Show bat Sheamus (c)                                                                                                 | Match simple pour le World Heavyweight Championship, | 20:26 |
| 7                                                                     | Eve (c) bat Layla et Kaitlyn                                                                                             | Triple Threat match pour le Divas Championship       | 7:33  |
| 8                                                                     | CM Punk (c) (avec Paul Heyman) bat Ryback                                                                                | Hell in a Cell match pour le WWE Championship,       | 11:21 |
| (c) désigne le(s) champion(s) défendant son/leur titre dans le match. | |                                                      |       |